# Sam Ryder
Sam Ryder Robinson (* 25. Juni 1989 in Maldon, Essex) ist ein britischer Singer-Songwriter. Er vertrat sein Land beim Eurovision Song Contest 2022 in Turin.

## Werdegang
Bis 2014 war Ryder Sänger oder Gitarrist in verschiedenen Bands, wie The Morning After, Blessed by a Broken Heart oder Close Your Eyes.
Im Lockdown, während der ersten Welle der COVID-19-Pandemie, fing Sam an, Coverversionen von bekannten Liedern – u. a. von Alicia Keys, Sia oder Elton John – auf Social Media zu posten, was ihm über 12 Mio. Follower einbrachte.
2021 erhielt Ryder einen Plattenvertrag bei Parlophone Records und veröffentlichte seine erste EP The Sun’s Gonna Rise, die von den größten britischen Radiosendern in ihr Programm aufgenommen wurde.
Ryder vertrat das Vereinigte Königreich mit seinem Lied Space Man beim Eurovision Song Contest 2022. Dort erreichte er als einer der Favoriten den zweiten Platz. Nach dem ESC stieg die Single von Platz 78 auf Platz zwei der britischen Single-Charts. Es war die höchste Platzierung eines britischen ESC-Beitrags seit 1998.
Beim Konzert zu Ehren von Taylor Hawkins am 3. September 2022 im Wembley-Stadion sang Ryder den Song Somebody to Love von Queen mit den Foo Fighters und Brian May sowie Roger Taylor am Schlagzeug.

## Diskografie

### Studioalben
- 2022: There’s Nothing but Space, Man!

### EPs
- 2021: The Sun’s Gonna Rise
- 2022: Apple Music Home Session

### Singles
- 2022: Space Man
- 2022: Somebody
- 2022: Living Without You (mit Sigala & David Guetta)
- 2022: All the Way Over
- 2023: Put a Light on Me
- 2023: You Got the Love
- 2023: Mountain
- 2023: Fought & Lost (feat. Brian May)
- 2023: You’re Christmas to Me

Promo-Singles
- 2019: Set You Free
- 2021: Whirlwind
- 2021: Tiny Riot
- 2021: July
- 2021: More
- 2021: The Sun’s Gonna Rise
- 2023: Do U Want Me Baby? (Sam Ryder Acoustic) (feat. Joel Corry & Billen Ted)

Weitere Lieder
- 2022: Jingle Bells